# Fadei Nagacevschi
Fadei Nagacevschi (n. 30 decembrie 1982, Chișinău, RSS Moldovenească, URSS) este un jurist și politician din Republica Moldova, care deține funcția de ministru al justiției al Republicii Moldova din 14 noiembrie 2019.